# Plástico de Bingham

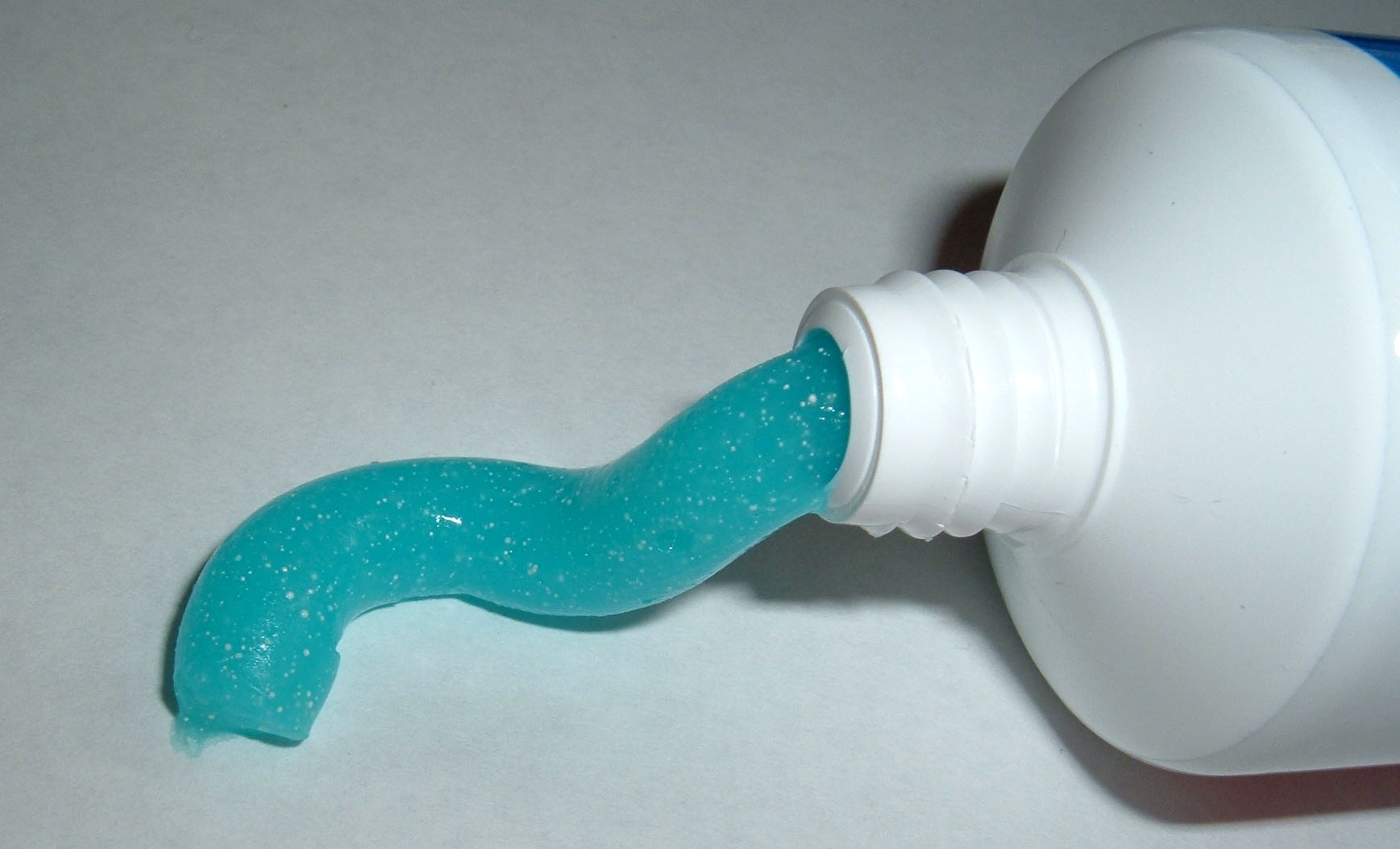
A pasta de dente é um plástico de Bingham. Ao segurar o tubo virado para baixo o creme não flui, porque os plásticos de Bingham imitam sólidos sob baixas tensões de cisalhamento. Contudo, ao apertar o tubo, o creme flui como um fluido bastante viscoso devido à alta tensão cisalhante exercida.

O plástico de Bingham é um material viscoplástico, ou seja,  se comporta como um sólido em valores baixos da tensão de cisalhamento, mas como um fluido newtoniano quando a tensão de cisalhamento ultrapassa um valor crítico. Esse tipo plástico foi nomeado em referência ao químico Eugene Bingham,  que fez trabalhos pioneiros sobre viscosidade dos fluidos no U.S. National Bureau of Standards no início do século XX.
O estudo numérico dos plásticos de Bingham têm sido objeto de intensos estudos nas últimas décadas por vários fatores, tais como:
1. O fato de que diversos materiais como concreto fresco, massa de bolo, sangue nos capilares, pastas de dentes,..., têm um comportamento esperado descrito como sendo de plásticos de Bingham, a saber: abaixo de um certo rendimento de tensão, apresenta certa rigidez; acima deste rendimento o meio se comporta como um fluido viscoso incompressível.
2. Para matemática aplicada e análise numérica, o modelo do fluido de Bingham tem sido uma fonte permanente de desafios por muitas décadas, com o principal avanço nessa direção a formulação da desigualdade variacional devido a Duvaut e Lions. [3]

## Explicação

Figura 1 - Plástico de Bingham flui como descrito por Bingham.

A Figura 1 mostra o gráfico do comportamento de um fluido Newtoniano em vermelho (Newtonian Liquid), por exemplo em um cano. Se a pressão de uma das extremidades do cano for elevada, fará com que ocorra um estresse no fluido, tendendo a fazê-lo mover-se (denominado de tensão de cisalhamento) e a vazão volumétrica aumentar proporcionalmente. Contudo, para um plástico de Bingham, em azul (Bingham Plastic Liquid), é preciso de uma tensão mínima para que ele possa começar a fluir. Ao exceder esse ponto, a vazão aumenta de forma constante além da tensão de cisalhamento. Foi de maneira parecida que Bingham apresentou sua observação, através de um estudo experimental sobre tintas. São estas propriedades que permitem a existência de picos e vales nos plasticos de Bingham, diferentemente de fluidos newtonianos que apresentam uma superfície "sem textura".
A Figura 2 mostra uma visão mais atual de como normalmente é apresentado. O gráfico mostra a tensão de cisalhamento (Shear stress) no eixo vertical e a tensão e a taxa de cisalhamento (Shear rate) no eixo horizontal. (A taxa volumétrica do fluxo depende do tamanho do cano, taxa de cisalhamento é a taxa de cisalhamento é uma medida de como a velocidade muda com a distância. É proporcional à taxa de fluxo, porém não depende do tamanho do cano.) Assim como antes, o fluido Newtoniano flui e apresenta uma taxa de cisalhamento para qualquer valor finito de tensão de cisalhamento. Entretanto, o plástico de Bingham novamente não exibe qualquer taxa de cisalhamento (sem fluxo e, portanto, sem velocidade) até que uma certa tensão seja alcançada. Para o fluido Newtoniano, a inclinação dessa linha é a viscosidade, que é o único parâmetro necessário para descrever seu fluxo. Por outro lado, o plástico de Bingham requer dois parâmetros, a tensão de escoamento e a inclinação da reta, conhecida como viscosidade plástica.
A razão física por trás desse comportamento é que os líquidos contêm partículas (como argila) ou moléculas grandes (como polímeros) que têm algum tipo de interação, criando uma estrutura sólida fraca, anteriormente conhecida como corpo falso, e uma certa quantidade de tensão é necessária para quebrar esta estrutura. Uma vez tendo esta estrutura sido quebrada, as partículas movem-se com o líquido sob forças viscosas. Se a tensão for removida, as partículas se associam novamente.

Figura 2 - Fluxo do Plástico de Bingham

## Definição
O material é um sólido elástico para a tensão de cisalhamento {\displaystyle \tau }, abaixo de um valor crítico {\displaystyle \tau _{0}}. Uma vez que a tensão de cisalhamento crítica (ou "tensão de escoamento") é excedida, o material flui de tal forma que a taxa de cisalhamento, ∂u/∂y (conforme definido no artigo sobre viscosidade), é diretamente proporcional à quantidade pela qual a tensão de cisalhamento aplicada excede a tensão de escoamento:
{\displaystyle {\displaystyle {\frac {\partial u}{\partial y}}={\begin{cases}0,&\tau <\tau _{0}\\{\frac {\tau -\tau _{0}}{\mu _{\infty }}},&\tau \geq \tau _{0}\end{cases}}}}

## Fórmula do fator de atrito
No fluxo de fluidos, é um problema comum calcular a queda de pressão em uma rede de tubulação estabelecida. Uma vez que o fator de atrito, f, é conhecido, torna-se mais fácil lidar com diferentes problemas de escoamento na tubulação, a saber, calcular a queda de pressão para avaliar os custos de bombeamento ou para encontrar a vazão em uma rede de tubulação para uma determinada queda de pressão. Geralmente, é extremamente difícil chegar a uma solução analítica exata para calcular o fator de atrito associado ao fluxo de fluidos não newtonianos e, portanto, aproximações explícitas são usadas para calculá-lo. Uma vez calculado o fator de atrito, a queda de pressão pode ser facilmente determinada para um determinado fluxo pela equação de Darcy-Weisbach:
{\displaystyle {\displaystyle f={2h_{\text{f}}gD \over LV^{2}}}}
onde
- {\displaystyle f} é o Fator de atrito de Darcy (unidade SI: adimensional)
- {\displaystyle h_{\text{f}}} é a perda de carga por atrito (unidade SI: m)
- {\displaystyle g} é a aceleração da gravidade (unidade SI: m/s²)
- {\displaystyle D} é o diametro do tubo (unidade SI: m)
- {\displaystyle L} é o comprimento do tubo (unidade SI: m)
- {\displaystyle V} é a  velocidade média do fluido (unidade SI: m/s)

### Fluxo Laminar
Uma descrição exata da perda por atrito para plásticos de Bingham, em fluxo de tubo laminar totalmente desenvolvido, foi publicada pela primeira vez por Buckingham. Sua expressão, a equação de Buckingham-Reiner, pode ser escrita em uma forma adimensional como segue:
{\displaystyle {\displaystyle f_{\text{L}}={64 \over \operatorname {Re} }\left[1+{\operatorname {He}  \over 6\operatorname {Re} }-{64 \over 3}\left({\operatorname {He} ^{4} \over f^{3}\operatorname {Re} ^{7}}\right)\right]}}
onde,
- {\displaystyle f} é o fator de atrito de Darcy do fluxo laminar (unidade SI: adimensional)
- {\displaystyle \operatorname {Re} } é o número de Reynolds  (unidade SI: adimensional)
- {\displaystyle \operatorname {He} } é o número de Hedstrom  (unidade SI: adimensional)

O número de Reynolds e o número de Hedstrom são respectivamente definidos como:
{\displaystyle {\displaystyle \operatorname {Re} ={\rho VD \over \mu },}} e
{\displaystyle {\displaystyle \operatorname {He} ={\rho D^{2}\tau _{o} \over \mu ^{2}}}}
onde,
- {\displaystyle \rho } é a densidade de massa do fluido (unidade SI: kg/m3)
- {\displaystyle \mu } é a viscosidade dinâmica do fluido (unidade SI: kg/m s)
- {\displaystyle \tau _{o}} é o ponto de escoamento (força de escoamento) do fluido (unidade SI: Pa)

### Fluxo Turbulento
Darby e Melson desenvolveram uma expressão empíricaque foi então refinada e é dada por:
{\displaystyle {\displaystyle f_{\text{T}}=4\times 10^{a}\operatorname {Re} ^{-0.193}}}
onde,
- {\displaystyle f_{\text{T}}} é o fator de atrito de fluxo turbulento (unidade SI: adimensional)
- {\displaystyle {\displaystyle a=-1.47\left[1+0.146e^{-2.9\times {10^{-5}}\operatorname {He} }\right]}}

Nota: A expressão de Darby e Melson é para um fator de atrito de Fanning e precisa ser multiplicada por 4 para ser usada nas equações de perda de atrito localizadas em outras partes desta página.

## Aproximações para a equação de Buckingham–Reiner
Embora uma solução analítica exata da equação de Buckingham-Reiner possa ser obtida por ser uma equação polinomial de quarta ordem em f, devido à complexidade da solução ela raramente é empregada. Portanto, os pesquisadores tentaram desenvolver aproximações explícitas para a equação de Buckingham-Reiner.

### Equação de Swamee–Aggarwal
A equação de Swamee–Aggarwal é usada para resolver diretamente o fator de atrito de Darcy–Weisbach f para escoamento laminar de fluidos plásticos de Bingham. É uma aproximação da equação implícita de Buckingham-Reiner, mas a discrepância dos dados experimentais está em uma faixa de precisão de dados boa. A equação de Swamee-Aggarwal é dada por:
{\displaystyle {\displaystyle f_{L}={64 \over \mathrm {Re} }+{64 \over \mathrm {Re} }\left({\mathrm {He}  \over 6.2218\mathrm {Re} }\right)^{0.958}}}

### Solução de Danish–Kumar
Danish et al. forneceram um procedimento explícito para calcular o fator de atrito f usando o método de decomposição de Adomian. O fator de atrito contendo dois termos através deste método é dado como:
{\displaystyle f_{L}={\frac {K_{1}+{\dfrac {4K_{2}}{\left(K_{1}+{\frac {K_{1}K_{2}}{K_{1}^{4}+3K_{2}}}\right)^{3}}}}{1+{\dfrac {3K_{2}}{\left(K_{1}+{\frac {K_{1}K_{2}}{K_{1}^{4}+3K_{2}}}\right)^{4}}}}}}
onde,
{\displaystyle {\displaystyle K_{1}={16 \over \mathrm {Re} }+{16\mathrm {He}  \over 6\mathrm {Re} ^{2}},}}
e
{\displaystyle {\displaystyle K_{2}=-{16\mathrm {He} ^{4} \over 3\mathrm {Re} ^{8}}.}}

## Combinação das equações de fator fricção para todos os regimes

### Equação de Darby–Melson
Em 1981, Darby e Melson, usando a abordagem de Churchill e de Churchill e Usagi, desenvolveram uma expressão para obter uma única equação de fator de atrito válida para todos os regimes de fluxo:
{\displaystyle {\displaystyle f=\left[{f_{\text{L}}}^{m}+{f_{\text{T}}}^{m}\right]^{\frac {1}{m}}}}
onde,
{\displaystyle {\displaystyle m=1.7+{40000 \over \operatorname {Re} }}}

Tanto a equação de Swamee-Aggarwal quanto a equação de Darby-Melson podem ser combinadas para fornecer uma equação explícita para determinar o fator de atrito de fluidos plásticos de Bingham em qualquer regime. A rugosidade relativa não é um parâmetro em nenhuma das equações porque o fator de atrito dos fluidos plásticos de Bingham não é sensível à rugosidade do tubo.